# S/S Chiang Ya
S/S Chiang Ya (även omnämnd som  Kiangya eller Jiangya) var ett kinesiskt fartyg som överlastat med flyktingar förliste utanför Shanghai under det kinesiska inbördeskriget.

## Bakgrund
Chiang Ya byggdes 1939 som Hsing Ya Maru vid Harima Shipbuilding & Engineering Co i Aioi i Japan för det japanska rederiet Toa Kaiun KK. Efter andra världskriget övergick hon i kinesisk ägo.

## Förlisning
På kvällen den 3 december 1948 lämnade Chiang Ya Shanghais hamn med destinationen Ningbo. Kort efter avgång inträffade en kraftig explosion i aktern varpå fartyget sjönk inom loppet av några minuter och ställde sig på botten i Huangpuflodens grunda mynning. Orsaken till explosionen tros vara en mina som lämnats kvar efter den japanska flottan under andra världskriget.
Det exakta antalet omkomna är okänt men antas vara omkring 2 750 personer. En stor del av passagerarna var flyktingar undan kommunisterna. Det fanns 2 250 betalande passagerare ombord, varav de flesta stigit ombord redan i Nanjing, samt kring 1 200 fripassagerare. Fartygets högsta tillåtna antal passagerare var 1 186 personer.
Olyckan slog ut fartygets radio och det dröjde tre timmar innan S/S Hwafoo upptäckte vraket och ytterligare fyra timmar innan fartyg som nåtts av Hwafoos radiomeddelanden nådde olycksplatsen. De passagerare som kunde rädda sig stod samlade med vatten upp till midjan på det översta däcket innan de kunde räddas över till andra fartyg. Omkring 700 personer kunde räddas.

## Bärgning
Fartyget bärgades i oktober 1956, reparerades och sattes åter i trafik 1959. 1967 ändrades namnet till Dong Fang Hong 8 vilket hon behöll fram till 1992 då hon ströks ur registren.